# Sphenophryne
Sphenophryne – rodzaj płazów bezogonowych z podrodziny Asterophryinae w rodzinie wąskopyskowatych (Microhylidae).

## Zasięg występowania
Rodzaj obejmuje gatunki występujące endemicznie na Nowej Gwinei.

## Systematyka

### Etymologia
- Sphenophryne: gr. σφην sphēn, σφηνος sphēnos „klin”[7]; φρυνη phrunē, φρυνης phrunēs „ropucha”[8].
- Genyophryne: gr. γενυς genus „szczęka”[9]; φρυνη phrunē, φρυνης phrunēs „ropucha”[8]. Gatunek typowy: Genyophryne thomsoni Boulenger, 1890.
- Liophryne: gr. λειος leios „gładki”[10]; φρυνη phrunē, φρυνης phrunēs „ropucha”[8]. Gatunek typowy: Liophryne rhododactyla Boulenger, 1897.
- Oxydactyla: gr. οξυς oxus „ostry, spiczasty”[11]; δακτυλος daktulos „palec”[12]. Gatunek typowy: Oxydactyla brevicrus Van Kampen, 1913.

### Podział systematyczny
Do rodzaju należą następujące gatunki:
- Sphenophryne allisoni (Zweifel, 2000)
- Sphenophryne alpestris (Zweifel, 2000)
- Sphenophryne brevicrus (Van Kampen, 1913)
- Sphenophryne coggeri (Zweifel, 2000)
- Sphenophryne cornuta Peters & Doria, 1878
- Sphenophryne crassa Zweifel, 1956
- Sphenophryne dentata Tyler & Menzies, 1971
- Sphenophryne magnitympanum (Kraus & Allison, 2009)
- Sphenophryne miniafia (Kraus, 2014)
- Sphenophryne rhododactyla (Boulenger, 1897)
- Sphenophryne rubra (Zweifel, 2000)
- Sphenophryne schlaginhaufeni Wandolleck, 1911
- Sphenophryne similis (Zweifel, 2000)
- Sphenophryne stenodactyla (Zweifel, 2000)
- Sphenophryne thomsoni (Boulenger, 1890)